# Llano del Limón
Llano del Limón är en ort i Mexiko.   Den ligger i kommunen Acatepec och delstaten Guerrero, i den södra delen av landet, 260 km söder om huvudstaden Mexico City. Llano del Limón ligger 1 253 meter över havet och antalet invånare är 104.
Terrängen runt Llano del Limón är kuperad. Runt Llano del Limón är det ganska tätbefolkat, med 56 invånare per kvadratkilometer. Närmaste större samhälle är Mexcalapa, 5,5 km öster om Llano del Limón. I omgivningarna runt Llano del Limón växer huvudsakligen savannskog.